# معرض جاكرتا الدولي
معرض جاكرتا الدولي هو مركز للمؤتمرات والمعارض يقع في باديمانغان، جاكرتا، عاصمة إندونيسيا. تم افتتاحه في عام 2010 وتم تطويره من قبل مجموعة شيبتا موردايا المركزية. تم بناءه في منطقة مطار كيمايوران السابق، وهو يغطي حوالي 44 هكتارًا، ويتكون من مساحة 100.000 متر مربع من المعارض والمؤتمرات. يتألف معرض جاكرتا الدولي من خمس قاعات تتسع من 5000 إلى 12000 مقعد.

## نبذه
يضم المعرض فندق هوليداي إن إكسبريس في داخل المجمع. بدأ إنشاء مركز جديد للمؤتمرات ومبنى المسرح في عام 2016. ويضم المركز الجديد، الذي تبلغ مساحته الإجمالية 30,000 متر مربع، قاعات احتفالات وغرف اجتماعات ومسرحا. المسرح عبارة عن مسرح بثلاثة طبقات  وبروسسينيوم بسعة 2500 مقعد، ويُزعم أنه أكثر مراكز فنون الأداء تقدماً في جاكرتا.
استضاف معرض جاكرتا الدولي معارض وحفلات موسيقية وغيرها من الفعاليات الوطنية والدولية، مثل معرض جاكرتا، مهرجان جاوة للجاز، ومشروع مستودع جاكرتا، والموسم السابع من الاختبارات الإندونيسية المعبود، وملكة جمال إندونيسيا منذ عام 2012 ، والحفلات الموسيقية، ومعرض ومنتدى إندو الدفاعي.